# Chorologie
La chorologie (du grec χῶρος / khôros, « endroit, espace » et -λογία / -logía, « étude ») est l'étude explicative de la répartition géographique des espèces vivantes et de ses causes. Elle est une branche de la biogéographie et se distingue de la géonémie qui est l'étude descriptive de cette répartition à l'échelle des temps géologiques.

## Cartes de répartition

### Carte de répartition des plantes de France par département
Le site le plus précis[réf. nécessaire] au niveau de la France métropolitaine, de la Corse et de la Réunion est le site SI Flore qui est la compilation des bases de données des conservatoires botaniques nationaux. Il donne notamment la répartition par commune. 
Le réseau Tela Botanica donne une carte des départements de France permettant d'accéder à la liste des plantes présentes ou supposées présentes dans chacun des départements. Tous les départements ne sont pas encore couverts.

### Carte de répartition des habitats et espèces à l'échelle de la France
L'Inventaire national du patrimoine naturel (INPN) a été mis en place par le Muséum national d'histoire naturelle et comprend l'inventaire des habitats naturels, des espèces, du patrimoine géologique et archéologique, des ZNIEFF et ZICO.

### Carte de répartition des espèces à l'échelle mondiale
Global Biodiversity Information Facility (GBIF) est un système mondial d'information sur la biodiversité.
Linnaeus server, le serveur du Muséum d'histoire naturelle de Stockholm comprend les cartes tirée de l'atlas d'Hultén & Fries (1986).